# Jaydon Banel
Jaydon Banel (Amsterdam, 19 oktober 2004) is een Nederlandse voetballer die doorgaans speelt als aanvaller. Hij verruilde in februari 2025 Jong Ajax voor Burnley.

## Clubcarrière
Banel speelde in de jeugd van de Amsterdamse club Zeeburgia, alvorens hij in 2012 overstapte naar de jeugdopleiding van Ajax. In januari 2022 debuteerde hij voor Jong Ajax tegen FC Den Bosch, door in te vallen voor Naci Ünüvar. Hij gaf de assist voor de winnende 2-1 van Ar'Jany Martha. In juni 2022 tekende hij zijn eerste contract bij Ajax van juli 2022 tot juni 2025. Op 30 november 2023 maakte hij zijn debuut voor Ajax-1 in de UEFA Europa League wedstrijd tegen Olympique de Marseille (4-3). Op 3 december volgde zijn debuut in de Eredivisie. Na vier invalbeurten stond hij op 18 februari 2024 tegen N.E.C. voor het eerst en voor het laatst in de basisopstelling van het eerste team. Daarna speelde hij weer voor Jong Ajax.
In februari 2025 maakte hij de overstap naar Burnley.